# 載德站
載德站（韓語：재덕역）是朝鮮民主主義人民共和國咸镜北道吉州郡丰溪里的一個鐵路車站，属于白头山青年线，于1933年11月1日启用。本站距离丰溪里核试验场有21公里路程加1小时的步行距离。2006年10月9日在丰溪里的一次地下核试验曾导致车站附近路轨中断3-4个月。

## 邻近车站
白头山青年线
丰溪站 - 載德站 - 城德站